# ローマ帝国衰亡史
『ローマ帝国衰亡史』（ローマていこくすいぼうし、英: The History of the Decline and Fall of the Roman Empire）は、18世紀イギリスの歴史家エドワード・ギボンによって、古代ローマ帝国の衰亡を記述した歴史書の古典大作である。ウィンストン・チャーチル、ジャワハルラール・ネルー、アダム・スミス等の著名人が愛読した事でも知られる。

## 概要
本書は第1巻が1776年に刊行されると多くの読者を集め、1781年に古代ローマ帝国の滅亡までを描いた第2・3巻が刊行され、いったんは完結した。しかし後に読者からの要望に応えてローマ帝国の概念をギリシア帝国（東ローマ帝国）にまで拡張し、1788年に続編となる第4・5・6巻が刊行された。
五賢帝時代（96年より180年）における古代ローマ帝国の最盛期から始まり、ローマ帝国の東西分裂、ユスティニアヌス1世によるローマ帝国再興の試み、勃興するイスラーム勢力との抗争、十字軍などを描き、オスマン帝国によるコンスタンティノープル陥落（1453年）によって東ローマ帝国が滅亡するまでを記している。ただし、7世紀の皇帝ヘラクレイオスの後からは極端に記述が減り、ギリシア化した東ローマ帝国については否定的な著述が目立つ。特に軍事面では「根本的な問題を抱えており、勝利は全くの偶然によるもの」とまで酷評している。このため、東ローマ帝国最盛期の皇帝バシレイオス2世などについても、ほとんど述べられていない。一方、キリスト教において否定的に捉えられてきたディオクレティアヌスを再評価し、暗にではあるがキリスト教を批判した点は注目に値する。

## 各章の概要

### 第1巻
01 - 両アントニヌス帝時代（アントニヌス・ピウス、マルクス・アウレリウス・アントニヌス）における帝国の版図とその軍事力
02 - 両アントニヌス帝治下におけるローマ帝国の統一と国内繁栄について
03 - 両アントニヌス帝時代におけるローマ帝国法体制について
04 - マルクス・アウレリウス・アントニヌスの子コンモドゥス帝は親衛隊長と愛妾に暗殺された（在位12年）。
05 - 皇帝位は競売で落札された。将軍出身のセプティミウス・セウェルス帝が就任（在位18年）。
06 - セウェルス帝の子カラカラ帝は1兵士が暗殺（在位6年）。近親のアレクサンデル・セウェルス帝は13年の善政をしく。
07 - 蛮族出身の将軍マクシミヌス・トラクスがセウェルス帝を殺し帝位に（在位3年）。彼以後、ディオクレティアヌス帝即位までが、いわゆる軍人皇帝時代。3世紀の危機。
08 - 226年にパルティア王国からアルダシール1世が独立、サーサーン朝ペルシア王国を興す。ゾロアスター教を国教化。
09 - 3世紀半ばまでのゲルマニアの歴史。
10 - デキウス帝はゴート族に敗死（在位2年）。260年、ワレリアヌス帝（ウァレリアヌス）はペルシアとのエデッサの戦いで捕虜となる（在位7年）。そのどさくさにシリアにパルミラ帝国が独立。
11 - アウレリアヌス帝（ルキウス・ドミティウス・アウレリアヌス）はダキアを放棄、ゴート族をドナウ川の北に追い、ゼノビア女王のパルミラ帝国を平定（在位5年）。
12 - プロブス帝も対ゲルマン戦闘に勝利、国境地帯に屯田兵制を提案。しかし屯田兵に殺された（在位6年）。
13 - ディオクレティアヌス帝は解放奴隷の子。首都をアジアのニコメディアへ。293年、帝国4分制（テトラルキア）。20年の治世後退位し、いち農民となった。
14 - ディオクレティアヌス退位後は一時6皇帝が同時在位。コンスタンティヌス1世が他帝を倒し、324年に帝国統一。
15 - キリスト教の発展、初代キリスト教徒の思想、風習、数、およびその状況。
16 - ネロ帝期からコンスタンティヌス帝期まで、ローマ帝国政府の対キリスト教政策。ディオクレティアヌス時代に最後の大迫害。

### 第2巻
17 - 330年、ビザンチウムを首都とする。この都市はその後コンスタンティノープル（コンスタンティノポリス）と呼ばれる。
18 - コンスタンティヌス1世は当時最長の30年間統治。その死後は3子で帝国を分割。
19 - 次男 コンスタンティウス2世が再統一（在位4年）。生き残っていた甥、文学青年 ユリアヌスを副帝に任命。
20 - コンスタンティヌス帝の改信（改宗）の動機。313年に信仰の自由を保証するミラノ勅令公布。
21 - アレクサンドリアの司祭アリウスの理論（子であるイエスは父なる神と同質ではない）は、325年の第1ニカイア公会議で、アタナシオス（アレクサンドリアのアタナシオス）らにより異端とされた。
22 - ユリアヌス副帝を周囲が正帝に押す。コンスタンティウス正帝と戦闘となる、その直前に正帝が病死。ユリアヌスが後継。
23 - 背教者と呼ばれたユリアヌス時代の宗教政策。宗教の自由を認めながらキリスト教を巧みに迫害。
24 - ユリアヌス帝はペルシア戦役で死（在位3年）。ローマ軍団はヨウィアヌス帝を選出（在位7か月）。
25 - 軍人ウァレンティニアヌス1世が西皇帝（在位11年）、その弟ウァレンスが東皇帝（在位14年）。
26 - フン族に圧迫されたゴート族が、376年にドナウ川を越えて侵入。ハドリアノポリスの戦いで東皇帝ウァレンスは戦死。

### 第3巻
27 - 東皇帝に任命されたのは将軍テオドシウス1世。西皇帝死後には最後の東西統一皇帝となる。
28 - 392年キリスト教は国教化。異教崇拝は壊滅。
29 - 395年テオドシウス帝死（在位16年）。東帝国をアルカディウス帝が、西帝国をホノリウス帝がそれぞれ相続。
30 - 西ゴート族のアラリック（アラリック1世）に対し西帝国の将軍スティリコが防衛。ラヴェンナに遷都。スティリコはラヴェンナで反逆者として処刑された。
31 - アラリックはローマを3回包囲後掠奪（410年のローマ略奪）。アラリック死亡。
32 - 東帝国アルカディウスの治世（15年）。その子テオドシウス2世はペルシアと戦う。
33 - 西皇帝ホノリウス死亡（在位30年）。429年にヴァンダル族がアフリカを征服（ヴァンダル王国）。
34 - フン族のアッティラが東帝国を攻撃。東皇帝テオドシウス2世死亡（在位42年）。
35 - 451年にローマ／西ゴート同盟軍はアッティラとシャロン平原で戦闘（カタラウヌムの戦い）。続いてアッティラはイタリアに来たが、ローマ教皇レオ1世に説得されイタリアを去る。
36 - 将軍リキメルによって5代の西皇帝が交代。476年オドアケルは最後の西皇帝ロムルス・アウグストゥルス（在位1年）をナポリに幽閉。西ローマ帝国は滅亡。
37 - 修道院の普及。ゲルマン人のキリスト教への改宗。ただしカトリックではなくアリウス派。
38 - 481年にクローヴィス1世がフランク王国を建国。496年カトリックに改宗。西ゴートはヒスパニアを、サクソン族はブリタニアを征服。

### 第4巻
39 - 493年に東ゴート王テオドリックがオドアケルを破り、イタリアを征服。その治世下でイタリアは繁栄。
40 - 東皇帝ユスティニアヌス1世の治世。ユスティニアヌスの皇后テオドラの専横。537年聖ソフィア教会（アヤソフィア）建立。
41 - ユスティニアヌスは、将軍ベリサリウスに命じ534年アフリカを征服（ヴァンダル戦争）。続いてイタリアの東ゴート王国を攻撃（ゴート戦争）。
42 - 549年にペルシア王ホスロー1世がシリアに侵入。ベリサリウスは防衛のためとって返す。
43 - ベリサリウスがいない間に東ゴートはローマを奪回。ベリサリウスにかわって宦官ナルセスがローマを再奪回。555年東ゴート王国滅亡。
44 - 十二表法以後のローマ法の歴史。533年ユスティニアヌスのローマ法大全。
45 - 568年ランゴバルド族のアルボイーノがイタリアを征服。ローマは6世紀の終わりに、沈滞のどん底へ落ち込んだ。
46 - ペルシア軍のホスロー2世がシリアを征服したが、627年東皇帝ヘラクレイオスはニネヴェの戦いでこれに勝利。
47 - コンスタンティノポリス（コンスタンティノープル）のネストリウスは、キリストの神性と人性を区別した。431年エフェソス公会議で異端とされ、エジプトで死亡。

### 第5巻
48 - 前述のヘラクレイオス（7世紀はじめ）から第4回十字軍（13世紀はじめ）までの東皇帝の系譜。714年レオーン3世以後はイサウリア朝。867年バシレイオス1世以後はマケドニア王朝。1081年アレクシオス1世コムネノス以後はコムネノス王朝。
49 - フランク族がイタリアを征服。800年シャルルマーニュ（カール大帝）が西ローマ帝国を復興。その分裂後はオットー1世が962年に神聖ローマ帝国として回復。
50 - アラビアにマホメット（ムハンマド）登場。イスラム教を始める。最後の正統カリフであるアリーをムアーウィア（ムアーウィヤ）が倒し、661年ウマイヤ朝を興す。
51 - アラブ軍は642年ニハーヴァンドの戦いでサーサーン朝を倒し、ペルシャ（ペルシア）、シリア、エジプト、カルタゴ、スペインを征服。
52 - アラブ軍はフランスで732年カール・マルテルに敗退。750年アッバース朝成立、756年に後ウマイヤ朝、909年ファーティマ朝と、イスラムは分裂。
53 - 10世紀の東帝国の状況。ラテン語は忘れられたがギリシアの文明は保存された。
54 - カタリ派（パウロ派）の誕生、東帝国での迫害、イタリア、フランスへの流入。
55 - ブルガリア人、ハンガリー人、ロシア人が東帝国へ侵入。
56 - ロベルトとルッジェーロのノルマン人兄弟が南イタリアへ。1130年にオートヴィル朝シチリア王国が成立。
57 - セルジューク朝トルコが起こり、小アジアを、1071年にエルサレムを占領。

### 第6巻
58 - 1095年、クレルモン教会会議で第1回十字軍を結成、1099年にエルサレムを占領。
59 - 1187年にサラディン（サラーフッディーン）がエルサレムを奪回。第2回から第7回までの十字軍の概説。
60 - 第4回十字軍は、東帝国から逃亡していたアレクシオス4世アンゲロスに乗せられて、1204年にコンスタンティノポリス（コンスタンティノープル）を占領。
61 - 第4回十字軍によるラテン帝国は5代の皇帝が続いた。東帝国の亡命政権ニカイア帝国が反撃。
62 - 1261年、ニカイア帝国のミカエル8世パレオロゴスがコンスタンティノポリスを奪回、東帝国を復興。
63 - パレオロゴス王朝東帝国の経過。ヴェネツィア（ヴェネツィア共和国）と同盟しジェノヴァ（ジェノヴァ共和国）と戦争。
64 - 1241年にモンゴルがヨーロッパに侵入（ワールシュタットの戦い）。しかし東帝国は存続。オスマン・トルコ（オスマン帝国）が興隆、東帝国を攻撃。
65 - 1402年にティムールとトルコのアンカラの戦いで、バヤズィト1世は捕虜となった。その後トルコは復活。
66 - 東帝国からの要請で、1439年に東西キリスト教会の合同フィレンツェ公会議。これを刺激にイタリアで文芸復興（ルネサンス）。
67 - ハンガリーが東帝国を攻撃。最後の東皇帝はコンスタンティノス11世パレオロゴス。
68 - メフメト2世のトルコは1453年、53日間の包囲後、コンスタンティノポリスを征服（コンスタンティノープルの陥落）。東ローマ帝国は滅亡。
69 - 12世紀のローマで元老院が復活。1309年にローマ教皇庁はアヴィニョン（アヴィニョン歴史地区）へ移住。
70 - 1377年に教皇がアヴィニョンから帰還。教皇のローマ支配権、教皇領国家の最終的確立。
71 - 結語。ローマ帝国衰退の4つの原因は、自然災害、蛮族とキリスト教徒の攻撃、資源の乱用、内部抗争である。

## 評価
ギボンは優れた文章力の故に後の歴史家に大きな影響を与え、ローマ帝国を東西に分割して西方正帝の廃止によって西ローマ帝国が滅亡したとする歴史観を発明した。このことによりギボンは「最初の古代ローマの近代史家」と呼ばれるようになった。
しかし、こうしたギボンの見解は今日の歴史学においては学問的叙述とは見なされておらず、しばしば「単なるメロドラマ」などと痛烈に批判されることもある。
一方でギボンの見解が歴史的に誤っていることを改めて指摘するまでもなくなった今日においては、かえって冷静に『ローマ帝国衰亡史』を楽しむことができるようにもなった。いかにギボンの手法に欠点があろうともギボンは真の歴史家であり、事実として誤っている部分が多々あるにせよ『ローマ帝国衰亡史』は現在も無数の読者を魅了しつづけている。
19世紀末（1897年 - 1900年）にジョン・バグネル・ベリーによって編纂された『ローマ帝国衰亡史』の新版にはベリーによる学問的な追記と注が付されており、専門書としても利用価値が高いものになっている。

## 訳書
岩波書店
- エドワード・ギボン『ローマ帝国衰亡史』 全10巻、村山勇三 訳、岩波書店〈岩波文庫〉、復刊1988年・1992年（原著1951年 - 1959年）。ISBN 978-4-0020-0262-0。
  - 復刻版は響林社文庫で電子書籍化されている

筑摩書房
- エドワード・ギボン『ローマ帝国衰亡史』 全11巻、中野好夫・朱牟田夏雄・中野好之 訳、筑摩書房、1976年 - 1993年。ISBN 978-4-4803-4600-1。
  - エドワード・ギボン『ローマ帝国衰亡史』 全10巻、中野好夫・朱牟田夏雄・中野好之 訳、筑摩書房〈ちくま学芸文庫〉、1995年 - 1996年。ISBN 978-4-4800-8260-2。上記の文庫版、中野好之が全巻改訂。

PHP研究所
- エドワード・ギボン『新訳 ローマ帝国衰亡史』中倉玄喜 編訳、PHP研究所、2000年10月。ISBN 978-4-5696-1122-8。抄訳版
  - エドワード・ギボン『［新訳］ローマ帝国衰亡史 上』中倉玄喜 編訳（普及版）、PHP研究所、2008年3月。ISBN 978-4-5696-9824-3。上記の新書版（電子書籍も刊）
  - エドワード・ギボン『［新訳］ローマ帝国衰亡史 下』中倉玄喜 編訳（普及版）、PHP研究所、2008年3月。ISBN 978-4-5696-9825-0。同上
  - エドワード・ギボン『ローマ帝国衰亡史 新訳』中倉玄喜 編訳、PHP研究所〈PHP文庫〉、2020年6月。ISBN 978-4-5699-0063-6。上記の文庫版、同上

その他
- エドワード・ギボン『図説 ローマ帝国衰亡史』吉村忠典・後藤篤子 編訳、東京書籍、2004年8月。ISBN 978-4-4877-6175-3。 抄訳版

## 関連書籍ほか
- 『30ポイントで読み解く「ローマ帝国衰亡史」 E.ギボンの歴史的名著が手にとるようにわかる』金森誠也 監修、PHP研究所〈PHP文庫〉、2004年7月。ISBN 978-4-5696-6227-5。極めて平易な入門書
- エドワード・ギボン『ギボン自伝』中野好之 訳、筑摩書房、1994年10月。ISBN 978-4-4808-5669-2。訳者による詳細な解題
  - エドワード・ギボン『ギボン自伝』中野好之 訳、筑摩書房〈ちくま学芸文庫〉、1999年12月。ISBN 978-4-4800-8503-0。改訂文庫版
- ロイ・ポーター『ギボン 歴史を創る』中野好之・海保眞夫 共訳、法政大学出版局〈叢書・ウニベルシタス 482〉、1995年7月。ISBN 978-4-5880-0482-7。著者は18世紀の医学史が専門のイギリスの歴史家（1946年 - 2002年）
- アイザック・アシモフ『ファウンデーションシリーズ』（新版文庫 全11冊）早川書房〈ハヤカワ文庫〉。本書を参考に構想を練った事を著者自身が明かしている[4]。日本語版の副題は『銀河帝国興亡史』。